# Give ’em What They Want
Give ’em What They Want – singel amerykańskiego rapera DMX-a promujący album Here We Go Again. Składa się z dwóch piosenek: „Give ’em What They Want” i „Pump Ya Fist”. Powstał do niego klip, w którym można usłyszeć oba utwory. W pierwszej części DMX rusza z posiadłości ze Scottem Storchem na koncert. Kiedy piosenka zmienia się na Pump Ya Fist, miejsce Scotta Storcha zajmuje Swizz Beatz. Na klipie gościnnie można zobaczyć Dee. Wydany 21 czerwca 2005.
Jako że Here We Go Again nie zostało wydane, Give ’em What They Want można usłyszeć na „Year of the Dog...Again”. Podkład został skomponowany przez Scotta Storcha. Fragment tej piosenki można również usłyszeć na „Come Thru (Move)”.
Pump Ya Fist nie zostało przeniesione na „Year of the Dog...Again”. W utworze występuje gościnnie Swizz Beatz, będący również jego kompozytorem. Tekst pierwszej zwrotki można usłyszeć również na „Nowhere to Run” będące ścieżką dźwiękową jednego z odcinków South Parku. Możliwe jest, że piosenka zostanie nagrana od nowa i umieszczona na którymś z nadchodzących albumów DMX-a.
Lista utworów na Give ’em What They Want jest odwrotna do listy na Pump Ya Fist.

## Lista utworów

### CD 1
1. „Give ’em What They Want” (Radio)
2. „Give ’em What They Want” (Album)
3. „Give ’em What They Want” (Instrumental)

### CD 2
1. „Pump Ya Fist” (Radio)
2. „Pump Ya Fist” (Album)
3. „Pump Ya Fist” (Instrumental)